# Приватне життя (фільм, 1982)
«Приватне життя» (рос. Частная жизнь) — художній фільм, знятий в 1982 році режисером Юлієм Райзманом. Головну роль виконує Михайло Ульянов.
Передостання картина Юлія Райзмана. Один з небагатьох радянських фільмів, висунутих на премію «Оскар» в номінації «Кращий фільм іноземною мовою». На 39-му Венеціанському кінофестивалі Михайло Ульянов удостоївся спеціального призу журі за виконання головної ролі.
Державна премія СРСР за 1983 рік.

## Сюжет
Два підприємства реорганізували в одне, і колишній директор одного з них, Сергій Микитович Абрикосов (Михайло Ульянов), повинен піти на пенсію. Абрикосов уособлює сталінський тип керівника: він цілком присвячує себе роботі, саме робота є сенсом його життя. Жорсткий і вимогливий, він живе в ритмі своєї молодості, коли він був висунутий на посаду директора і в 20 років отримав перший орден.
Тепер, вийшовши на пенсію, Абрикосов виявляє, що поза роботою не може знайти собі місця в житті. І в родині, як виявилося, теж не все гаразд. Син — повна йому протилежність, не має серйозних прагнень в житті, полюбляє неробство і розваги. З дружиною (Ія Саввіна) у Сергія Микитовича немає спільних інтересів: вона поважає його, але між ними немає духовної близькості. У дочки від першого шлюбу теж свої нерозв'язні сімейні проблеми.
Поступово спільні переживання зближують Абрикосова з сім'єю.
Після повідомлення про призначення свого наступника, кандидатуру якого він вважав негідною, Абрикосов відправляється в міністерство, де дізнається про підготовку для нього пропозиції про призначення на нову посаду. Фінал фільму залишається відкритим і закінчується сценою: Абрикосова по телефону викликають в міністерство. Стоячи перед дзеркалом, він зав'язує краватку, і його рухи сповільнюються — він замислюється про щось своє. Кінознавець Нея Зорка, аналізуючи фінал, вважала, що, швидше за все, Абрикосов усвідомив, що все своє життя він витратив на якісь непотрібні і марні речі, що руйнували його день за днем. Михайло Ульянов же припустив, що в будь-якому разі «це буде інша людина, людина, яка пережила трагічну перебудову свого внутрішнього світу».

## У ролях
- Михайло Ульянов — Сергій Микитович Абрикосов
- Ія Саввіна — Наталя Іллівна, дружина Абрикосова
- Ірина Губанова — Неллі Петрівна, колишній секретар
- Тетяна Догілева — Віка, подруга сина Абрикосова
- Олексій Блохін — Ігор
- Олена Санаєва — Марина, дочка Абрикосова від першого шлюбу, лікар
- Лілія Гриценко — Марія Андріївна, теща Абрикосова
- Михайло Зімін — Андрій Захарович, начальник Абрикосова
- Євген Лазарєв — Віктор Сергійович Петелін, новий керівник
- Володимир Прохоров — Горюнов, колишній підлеглий Абрикосова
- Олександр Воєводін — Микола
- Валентина Брусниця
- Олег Мокшанцев — Олексій, друг Абрикосових
- Віктор Гордєєв — Сергій (немає в титрах)
- Всеволод Санаєв — епізод

## Знімальна група
- Режисер: Юлій Райзман
- Автор сценарію: Анатолій Гребнєв, Юлій Райзман
- Оператор: Микола Олоновський
- Художник-постановник: Тетяна Лапшина

## Створення
У своєму передостанньому проекті Юлій Райзман підняв важливу тему того часу і на ключову роль затвердив, хоча і неохоче, одного з найпопулярніших кіноакторів СРСР Михайла Ульянова. Неохоче — так як режисер «не любив знімати тих, хто багато грає в кіно». Як вважав Ульянов, випускаючи усі свої картини, включаючи і «Приватне життя», Райзман тонко відчував те, що завтра торкнеться багатьох.
Для цього образу Ульянову, якому на той момент не виповнилося й 55 років, був зроблений спеціальний «зістарювальний» грим, сивина на скронях. Актор зізнався, що працювати з Райзманом було легко: «Звичайно, у нього було заздалегідь ухвалене рішення, але він вислуховував іншу точку зору, легко погоджувався: „Спробуйте!“ — таким був вільним і так довіряв актору».
На ролі в картині пробувалися молоді артисти Альгіс Арлаускас і Олег Меньшиков. Не був затверджений жоден з них: Арлаускас пішов до Леоніда Гайдая в «Спортлото-82», а Меньшиков — до Михайла Козакова в «Покровські ворота». Райзман був страшенно незадоволений і говорив, що «молодь ігнорує живого класика».
Відразу ж після прем'єри стрічки керівництво Венеціанського кінофестивалю оголосило про демонстрацію «Приватного життя» в одній з позаконкурсних програм. Ульянов ніяк не припускав, що історія про простого радянського пенсіонера зацікавить найважливіший світовий кіноогляд. Проте, на Лідо на фільм чекав великий успіх і кілька призів, які отримали сам Ульянов за виконання головної ролі і режисер Райзман «за артистичну та професійну співпрацю».

## Фестивалі та премії
- 1982 — Приз «Золотий лев» «За артистичну та професійну співпрацю» Юлію Райзману на Міжнародному кінофестивалі у Венеції.
- 1982 — Приз «Золотий лев» Михайлу Ульянову на МКФ у Венеції.
- 1982 — Номінація на премію «Оскар» в категорії «Кращий фільм іноземною мовою» (переміг іспанський фільм «Почати з початку»).
- 1983 — XVI Всесоюзний кінофестиваль у Ленінграді по розділу художніх фільмів: Головний приз Юлію Райзману за фільм «Приватне життя»[4].
- 1983 — Державна премія СРСР Тетяні Лапшиній, Юлію Райзману, Ії Саввіній та Михайлу Ульянову.

## Технічні дані
Приватне життя, 1982, звичайний, кольоровий, 2801 м, 102 хв.